# Ministeriële Commissie Crisisbeheersing
De Ministeriële Commissie Crisisbeheersing (MCCb) is een Nederlands ministeriële raad bij crises. Het is een ministerieel overleg conform artikel 25 van het Reglement van orde voor de ministerraad. Vaste leden van de commissie zijn de minister-president, minister van Algemene Zaken, en de minister van Justitie en Veiligheid. Standaard is de minister van Justitie en Veiligheid voorzitter.
De commissie komt bijeen wanneer het gaat om "een situatie waarbij de nationale veiligheid in het geding is of kan zijn, of in een andere situatie die een grote uitwerking op de maatschappij heeft of kan hebben". De commissie wordt ondersteund door de ambtelijke Interdepartementale Commissie Crisisbeheersing. Op uitnodiging kunnen deskundigen en andere ministers het MCCb bijwonen. Het hoofd van het Nationaal Crisiscentrum is secretaris van de commissie.
De commissie werd onder meer geactiveerd bij de vliegramp Malaysia Airlines-vlucht 17 in 2014 en de aanslag in Utrecht op 18 maart 2019.

## Coronacrisis in 2020
Bij de coronacrisis in Nederland in 2020 werd de commissie begin maart ingesteld. De voorzitter van het Veiligheidsberaad was adviserend lid van de commissie. Ook minister voor Medische Zorg Martin van Rijn was lid van het kernteam, evenals Hugo de Jonge, Ank Bijleveld (Defensie), Wopke Hoekstra (Financiën), Eric Wiebes (Economische Zaken), Ingrid van Engelshoven en Arie Slob (Onderwijs), Sigrid Kaag (Buitenlandse Handel) en Wouter Koolmees (Sociale Zaken). Ook RIVM-directeur Jaap van Dissel, korpschef Erik Akerboom en Patricia Zorko van de NCTV namen deel.